# Cloud (игра)
Cloud (с англ. — «Облако») — компьютерная инди-игра 2005 года в жанре головоломка, созданная командой студентов из Университета Южной Калифорнии. Команда начала разработку Cloud в январе 2005 года с бюджетом в 20 000 долларов; она была бесплатно доступна в октябре того же года. К июлю 2006 года сайт игры посетило 6 миллионов человек, а сама игра была загружена более 600 000 раз.
Cloud рассказывает о мальчике, который спит на больничной койке и ему снится, будто он летает. Концепция была частично основана на детстве ведущего геймдизайнера Дженовы Чэня; его часто госпитализировали из-за астмы и он мечтал в одиночестве в своей палате. Играя за мальчика, игрок пролетает сквозь мир его грёз и управляет облаками для решения головоломок.
Игра была хорошо воспринята критиками, которые хвалили её визуальные эффекты, музыку и расслабляющую атмосферу. Cloud выиграла премию Best Student Philosophy на Slamdance Guerilla Games Competition 2006 года, а также премию на Independent Games Festival 2006 года. Чэнь и продюсер игры Келли Сантьяго позже продолжили работать над совместными проектами, основав свою студию Thatgamecompany.

## Игровой процесс

Скриншот мальчика, летящего в небе. Из чёрных и белых облаков, которые игрок переместил, начинается дождь.

Cloud является однопользовательской игрой для Microsoft Windows. Главным героем является мальчик, который летает по небу во время сна на больничной койке. Игрок берёт на себя управление аватаром спящего мальчика — и ведёт его через мир грёз, состоящий из небольшой группы островов, собирая облака. Направление и скорость аватара управляются с помощью мыши; движение, как правило происходит по горизонтали, но можно лететь и вертикально, удерживая третью кнопку мыши. Игрок может взаимодействовать с облаками только при горизонтальном полёте.

Игра содержит три типа облаков: белые, которые следуют за аватаром; серые, нейтральные облака, которые становятся белыми при прикосновении; и чёрные облака, которые могут сочетаться с белыми облаками, чтобы вызвать дождь, который растворяет оба облака. Большое количество белых облаков легче растворяет меньшее количество тёмных облаков, чем равное число, и наоборот. Белые облака перестают следовать за аватаром, если игрок движется слишком быстро, и они возобновляют движение, если подлететь снова. Каждая из четырёх миссий в Cloud имеет различную цель, например в одной из них требуется сформировать узор из облаков, в другой устранить все чёрные облака, а в третьей создать дождь над каждым из островов.

## Разработка

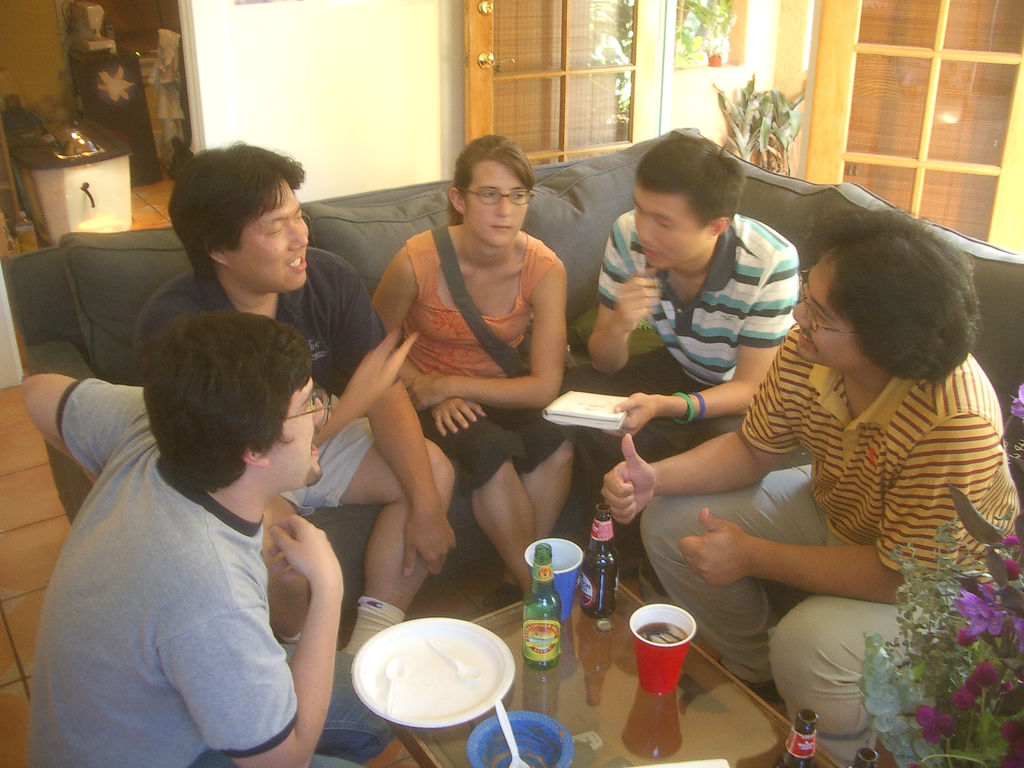
Разработчики Cloud. Слева направо: Эрик Нельсон, Гленн Сонг, Келли Сантьяго, Дженова Чэнь и Винсент Дайаманте.

Cloud была разработана и выпущена в 2005 году командой из семи студентов Университета Южной Калифорнии. По словам разработчиков, игра создавалась для всех классов и возрастов людей. Разработка началась в январе 2005 года и закончилась в конце октября, а окончательное обновление было выпущено в декабре. Команда разработчиков была возглавлена Дженова Ченем, в неё также входили Стефан Дайнхарт, Эрик Нельсон, Аарон Мейерс, Гленн Сонг, композитор Винсент Дайаманте и продюсер Келли Сантьяго. Идея игры была частично основана на детском опыте Чэня, так как его часто госпитализировали из-за астмы и он, лёжа в больничной палате, часто погружался в мечты. Игра получила от университета грант, предназначенный для поддержки производства экспериментальных игр, в размере 20 000 долларов, из них 12 000 ушло на разработку и 8000 на маркетинг.
По словам Чэня, Cloud был разработан, чтобы «расширить спектр эмоций людей от видеоигр». Чэнь также рассказал как он придумал идею для игры: однажды, когда он шёл в школу, он посмотрел на небо, заметив разницу между пушистыми белыми и «грязными и серыми» облаками, и именно тогда ему пришла в голову идея сделать игру про облака. Он хотел сделать историю, которая бы могла «создать игроку предпосылку и помочь ему эмоционально вложиться в игру», однако команда не хотела делать сюжет слишком подробным, поскольку он бы «отвлекал игрока от основного опыта» свободного полёта и создания облаков. Так, история должна была рассказать об иностранце, который пытается очистить окружающую среду, но она была сокращена до «простой поэтической предыстории про ребёнка, запертого в больничной палате». Команда предназначала Cloud для «общения с чувством молодости, свободы и воображения». В игре была использована модифицированная версия игрового движка, разработанного несколькими членами команды для их предыдущей игры Dyadin. На Game Developers Conference 2006 года Чэнь и Сантьяго показали Cloud представителю Sony Джону Хайту. Тот заинтересовался игрой, но Sony отказалась её издавать.

## Восприятие и влияние
Cloud выиграла награду Best Student Philosophy на Slamdance Guerilla Games Competition и Student Showcase на Independent Games Festival. Игра была продемонстрирована на Spike TV, G4TV, and CBS Sunday. Cloud сразу же получила большое внимание после выпуска. Так, к февралю 2006 года, чуть более чем через три месяца после выхода, сайт с игрой был просмотрен более миллиона раз, а саму игру загрузили более 300 000 раз. К июлю 2006 года количество посещений достигло шести миллионов, а игру загрузили уже более 600 000 раз.
Игра получила положительные отзывы критиков. Джоэль Дурхэм из GameSpy отметил, что «всё в Cloud просто потрясающе» и похвалил её музыкальное сопровождение, визуальные эффекты и высокую степень погружения в мир игры. Уильям Ушер из Game Tunnel также похвалил визуальные эффекты и музыку, в том числе он сказал, что графика игры создала расслабляющую атмосферу, и что «трогательная музыкальная партитура эмоционально переместит любого игрока в мир снов мальчика». Рецензент из Game Informer назвал Cloud больше, чем обычной игрой. Рон Уайт из PC World также назвал опыт от игры «самым расслабляющим, который я когда-либо имел». Дурхэм пришёл к выводу, что Cloud «отправит твой разум в свободный полёт».
Чэнь и Сантьяго позже основали собственную студию по разработке видеоигр под названием Thatgamecompany. Композитор Винсент Дайаманте и Эрик Нельсон работали с компанией над их второй игрой Flower. Команда Thatgamecompany рассматривала разработку улучшенной версии Cloud, но решила начать её только в случае, если персонал не сможет представить какие-нибудь другие игровые идеи.